# Оттинг
Оттинг (нем. Otting) — община в Германии, в земле Бавария. 
Подчиняется административному округу Швабия. Входит в состав района Донау-Рис.  Население составляет 767 человек (на 31 декабря 2010 года). Занимает площадь 13,40 км².